# スティーブ・バルマー
- スティーブ・バルマー
- スティーブ・ボルマー
- スティーブ・ボールマー

スティーブン・アンソニー・バルマー（英語: Steven Anthony Ballmer、1956年3月24日 - ）は、アメリカ合衆国の実業家、マイクロソフト社元最高経営責任者（2000年1月 - 2014年2月4日）、NBAのロサンゼルス・クリッパーズオーナー。
総資産が1000億ドルを超え、フォーブス世界長者番付トップ10にも入る大富豪だが、マイクロソフト創業メンバーでもなければ、現役のCEOでもない。

## 経歴
ミシガン州デトロイトに生まれる。
父はスイスからのドイツ系ユダヤ人移民で、フォード・モーターにマネージャーとして勤務した。
母はベラルーシのピンスク出身の両親を持つ東欧系ユダヤ人移民二世。
高校時代にSATの数学で800点満点を得点するなど数学に秀でた才能を発揮し、1973年に4.0のGPAで卒業、クラスの卒業生総代となる。卒業後はハーバード大学へ進む。
ハーバード大学在学時にはアメリカンフットボールチームのマネージャーや、学内機関紙のザ・ハーバード・クリムゾン とハーバード・アドボケイトの広告部長を務める。
後にマイクロソフトを設立するビル・ゲイツとは、ゲイツが中退以前に学生寮の同じ部屋に住んでいた。
第2位優等（Magna Cum Laude）で卒業し、数学と経済学の学士号を取得する。
卒業後はプロクター・アンド・ギャンブル（P&G）でアシスタントプロダクトマネージャーを2年間務める。（P&G時代の同期に後のゼネラル・エレクトリックCEO、ジェフリー・イメルトがいた。）
スタンフォード大学経営大学院の経営学修士課程（MBA）へ進学したが、ゲイツに説得され中退する。
1980年、ゲイツが初めて採用したビジネスマネージャー（事業担当管理職）としてマイクロソフトへ入社、マイクロソフトの30人目の従業員となる。
オペレーティングシステム開発、経営、販売、サポート事業部門長などを経て、1998年7月には空席となっていた社長に昇進した。
2000年1月にはゲイツの辞任に伴い最高経営責任者に就任した。
バルマーはXboxへの巨額な投資を承認した。
2014年2月4日最高経営責任者を退任し、サティア・ナデラに最高経営責任者を譲り、取締役に就任した。
2014年8月12日、NBAのロサンゼルス・クリッパーズを買収し、オーナーに就任した。同月19日、オーナー職などに集中したいとするバルマーの意向が受け入れられマイクロソフト取締役を退任した。
2015年10月16日、Twitter社の株を4%保有していることを明らかにした。個人では3番目の大株主となる。
2018年5月には「投資家であることにもはや集中したくなく、価格が魅力ある水準だったこと」を理由に所有していたTwitter社の株式を全て売却したことを明らかにしている。

## 人物像

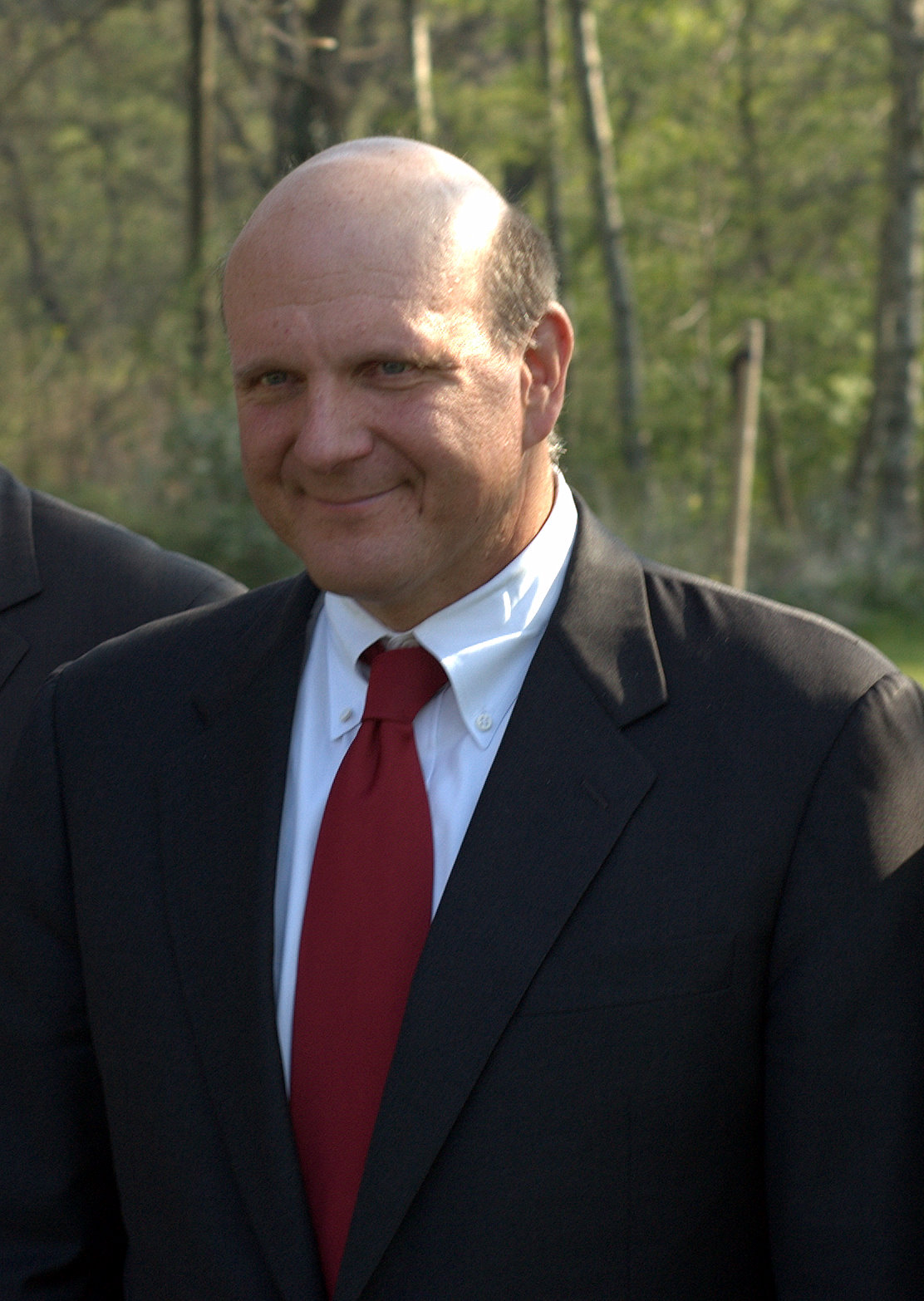
2007年

バルマーは、技術者肌であるゲイツに対して経営のアドバイザー的な役割を果たし、マイクロソフトを大企業に仕立て上げた立役者でもある。同社の売上高を3倍、利益を2倍へと押し上げたが、携帯端末事業でAppleやGoogleの後塵を拝したとの評価もある。
基調講演でグロリア・エステファンの「ゲット・オン・ユア・フィート」に合わせて壇上を跳ね回り、「I love this company!」と絶叫するなど、ユーモラスな人柄も持ち合わせている。
かつては Windows 1.0 のテレビコマーシャルにも出演し、熱狂的にアピールする姿を見せた。
2017年4月には私財1000万ドル（当時11億円相当）を投じ、アメリカ合衆国の財政状況を具体的に可視化する非営利サイトUSAFactsを立ち上げている
。